# Dactylostalix ringens
Dactylostalix ringens – gatunek roślin z monotypowego rodzaju Dactylostalix z rodziny storczykowatych (Orchidaceae). Rośliny występują w Azji Południowo-Wschodniej na wyspie Sachalin, na Kurylach i w Japonii.

## Systematyka
Gatunek sklasyfikowany do plemienia Calypsoeae, podrodzina epidendronowe (Epidendroideae), rodzina storczykowate (Orchidaceae), rząd szparagowce (Asparagales) w obrębie roślin jednoliściennych.